# Priit Pedajas
Priit Pedajas (Tallinn, 21 de janeiro de 1954) é um ator estoniano do cinema, teatro e da televisão.